# Pałac w Tworkowie
Pałac w Tworkowie (niem. Schloss Tworkau) – zabytkowe ruiny pałacu we wsi Tworków, w powiecie raciborskim w województwie śląskim.

## Historia pałacu
W miejscu dzisiejszego pałacu miała znajdować się średniowieczna warownia wzniesiona w stylu gotyckim. W 1557 dobra tworkowskie nabył sędzia ziemski Kasper Wiskota von Wodnik. W 1567 rozpoczął (lub zakończył - taka data widnieje na detalu wieży) budowę pałacu, jako swojej rodowej siedziby. Możliwe też, że była to tylko przebudowa starszego obiektu, świadczyć może o tym obecność ciosanego kamienia oraz gotycki układ cegieł w jednej z partii murów piwnicy. Powstało wówczas skrzydło zachodnie z wieżą, następne dwa powstały w późniejszym czasie - w 1600 lub najpóźniej przed 1666 rokiem. Część środkowa pałacu (północna) posiadała wybrzuszenie w kierunku południowym z dwoma skrzydłami po bokach, które otaczały dziedziniec.
Po kilku latach Kasper von Wodnik zmarł, a dobra i pałac przejął Johann von Bess von Cöln und Katowitz, sędzia ziemski księstwa opolsko-raciborskiego. Jego brat, Adam, sprzedał dobra rodzinie von Charwat, która była już w posiadaniu kilku dóbr w okolicach Raciborza. Kolejnym właścicielem została rodzina Lassota, a następnie Lichnowski, którzy w latach 1621-1637 rozbudowali pałac i zmodernizowali wnętrza.
W 1637 Tworków kupił Wilhelm Boreck, radca cesarza Ferdynanda II, starostwa księstwa wrocławskiego. Jego syn i kuzyn sprzedali majątek wdowie po zmarłym Wilhelmie (nie miała praw dziedziczenia) za 23 tys. talarów; nowa pani tworkowska wyszła za mąż za Wacława von Reiswitz, którego potomkowie byli właścicielami przez kolejne kilkadziesiąt lat. W czasie wojny trzydziestoletniej w pałacu mieściła się kwatera wojskowa.
W 1714 Tworków kupił baron von Trach, jego siostra sprzedała go w 1772 rodzinie Eichendorff za 130 tys. guldenów, która założyła tutaj park w stylu angielskim oraz powiększyła położone w pobliżu stawy.
W 1841 do Tworkowa wprowadzili się ostatni, jak się miało okazać, mieszkańcy pałacu – rodzina von Saurma-Jeltsch. W latach 1872–1874 przeprowadzili gruntowną przebudowę kompleksu w stylu neorenesansowym; pracami kierował Carl Heydenreich (współpracował m.in. przy przebudowie pałacu w Kopicach). Najbardziej widocznym nowym elementem była czworoboczna wieża, dobudowana do skrzydła wschodniego, a wieża w części zachodniej otrzymała wystrój neogotycki. Zachowano układ wnętrz i jedynie w pawilonie północno-zachodniego narożnika powstał gabinet oraz pokój bilardowy. Dziedziniec otoczono arkadami.
W styczniu 1931 w pałacu wybuchł pożar, obejmując niemal cały obiekt wraz z wieżą – łunę było widać w promieniu 60 kilometrów. Od samego początku podejrzewano podpalenie w celu wyłudzenia odszkodowania). Dach miał zostać zaimpregnowany łatwo palnym środkiem, a świadkowie tego wydarzenia mieli zginąć w niewyjaśnionych okolicznościach. Towarzystwo ubezpieczeniowe odmówiło wypłaty odszkodowania, twierdząc, że celowo zniszczono też partie ocalałe od ognia. Dyrektor dóbr tworkowskich pozwał ubezpieczyciela przed sąd w Raciborzu, żądając pół miliona marek - ostatecznie w wyniku wyroku przyznano 100 tys. marek; sędzia argumentował, że część zamku nie została zniszczona przez żywioł.
Pałacu już nigdy nie odbudowano, jedynie prowizorycznie nakryto dachem. W 1945 podczas działań wojennych pałac spłonął po raz drugi. Starostwo Powiatowe w Raciborzu szacowało zniszczenia na 90%. W 1957 zgodzono się na rozbiórkę obiektu (w uzasadnieniu stwierdzono, że jest to mienie poniemieckie, niestanowiące zabytku, zniszczone w czasie działań wojennych, nie nadające się do odbudowy). Do rozbiórki na szczęście nie doszło, ale ruiny niszczały coraz bardziej. W 1963 sporządzono jedyne do tej pory studium historyczno-architektoniczne pałacu.
Obecnie w najlepszym stanie zachowała się wieża (na jej ścianie widać datę 1872 z informacją o budowie oraz herb rodziny von Saurma-Jeltsch) oraz korpusy skrzydeł. Ruiny od 2004 są własnością gminy Krzyżanowice; ogrodzono je i prowadzone są w nich prace zabezpieczające.
W 2016 r. gmina otrzymała 715 tys. euro w ramach transgranicznego projektu z gminą Szylerzowice na rewitalizację wieży i ruin. Dzięki środkom udało się je zabezpieczyć, udostępnić dawną wozownię i wieżę zamkową pełniącą obecnie funkcję widokowej. Obiekt jest udostępniony dla zwiedzających od połowy 2020 r. codziennie w godzinach od 10:00 do 19:00. Wstęp jest darmowy. Wieczorami można podziwiać iluminację świetlną.

## Architektura
Pałac jest trójskrzydłowy, podpiwniczony, postawiony na rzucie podkowy. Główne skrzydło, północne, ma trzy kondygnacje, pozostałe są dwukondygnacyjne. Do skrzydła zachodniego dostawiono trzypiętrową wieżę. Między tym skrzydłem a północnym widać resztki wieżyczki, niegdyś będącej klatką schodową. W południowo-zachodnim narożniku skrzydła wschodniego zachowała się druga wieża, okrągła i trzykondygnacyjna. Źródło z 1666 roku wspomina, że od strony południowo-zachodniej dobudowano murowaną dobudówkę, rozebraną następnie w 1871. Portal wejściowy z dwoma pilastrami po bokach zwieńczony frontonem typu circulaire z herbem rodziny von Saurma-Jeltsch.
W przeszłości przed dawnym zamkiem znajdowała się fosa, zniwelowana w większości podczas budowy renesansowej rezydencji.

## Browar dworski
W 1839 przy pałacu uruchomiono browar, w którym produkowanego piwo na sposób bawarski, pierwsze tego typu na Górnym Śląsku. Zakład zaczął prosperować jeszcze lepiej pod rządami rodziny Saurma-Jeltsch; w 1852 gruntownie go zmodernizowano, a w 1874 zaczęto produkcję piwa typu pilzneńskiego.
W okresie od wiosny do jesieni w weekendy kursowały do Tworkowa specjalne pociągi z Raciborza, dowożące gości do ogródka piwnego i piwiarni, w dni robocze do składów towarowych dostawiano wagony osobowe. Był to ewenement w skali Śląska.
Mały zakład, wykorzystujący wszelkie ówczesnego nowinki techniczne, został jednak zamknięty pod koniec XIX wieku, nie wytrzymując konkurencji z większymi browarami.

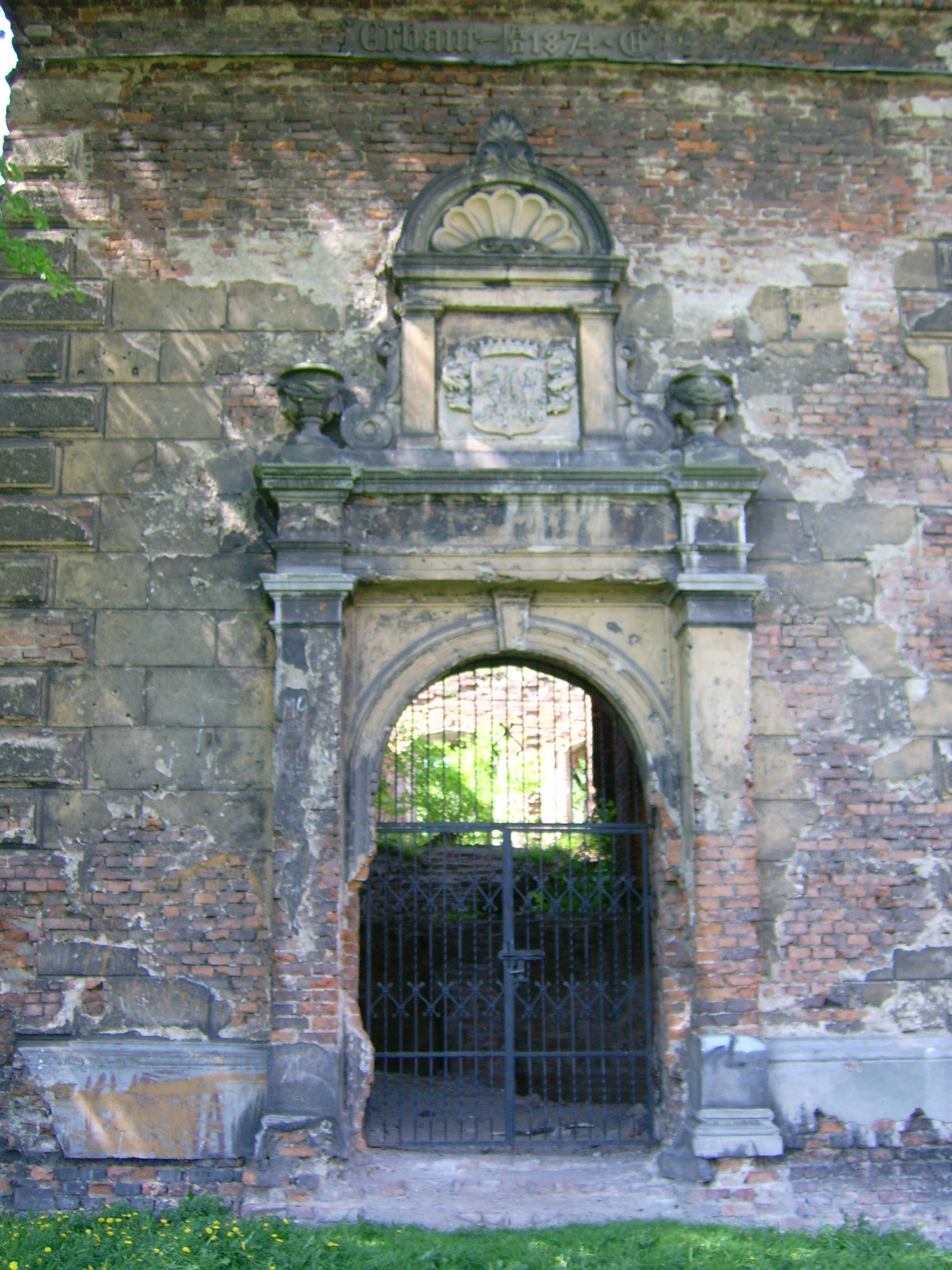
Portal z herbem
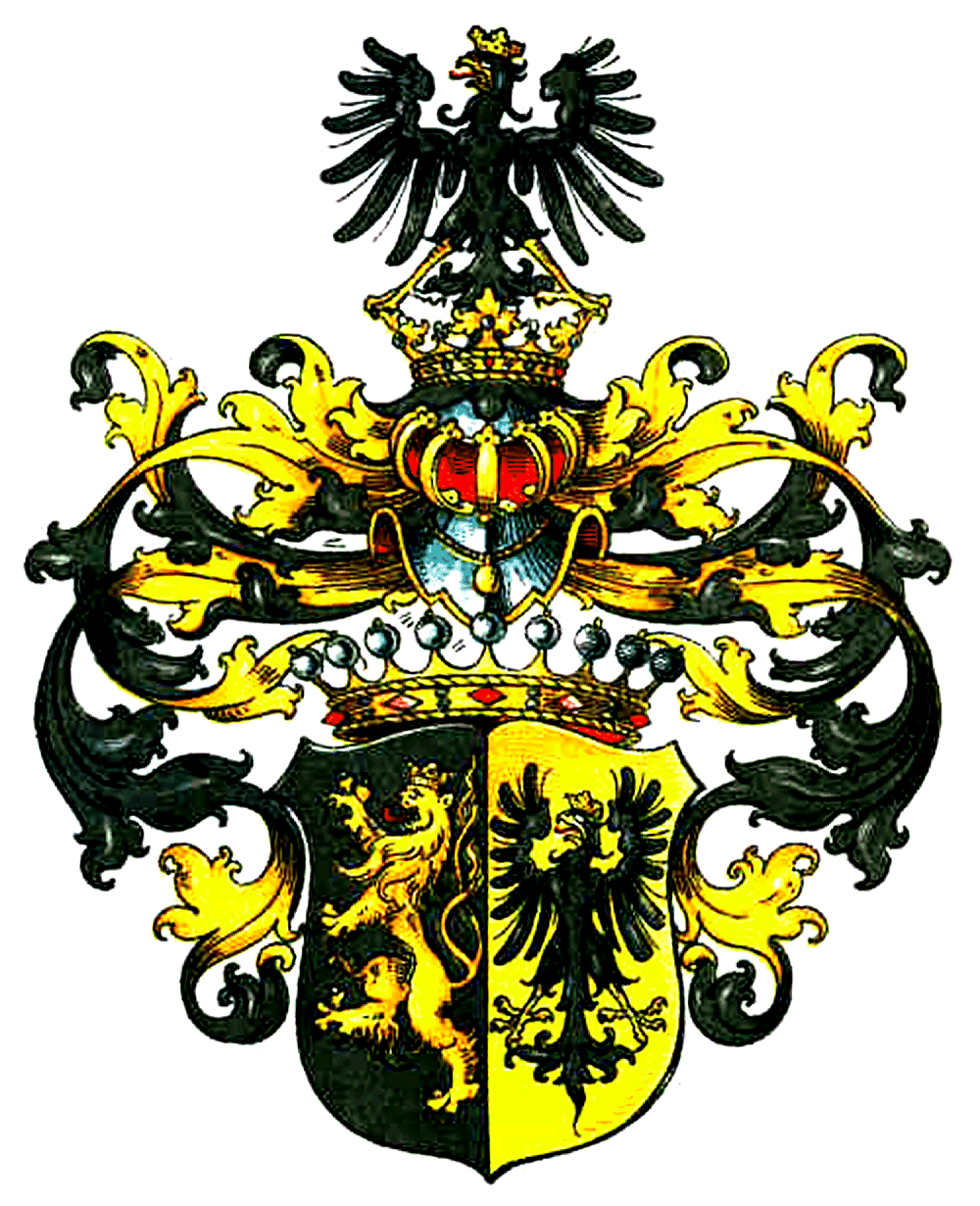
Herb Saurma-Jeltsch
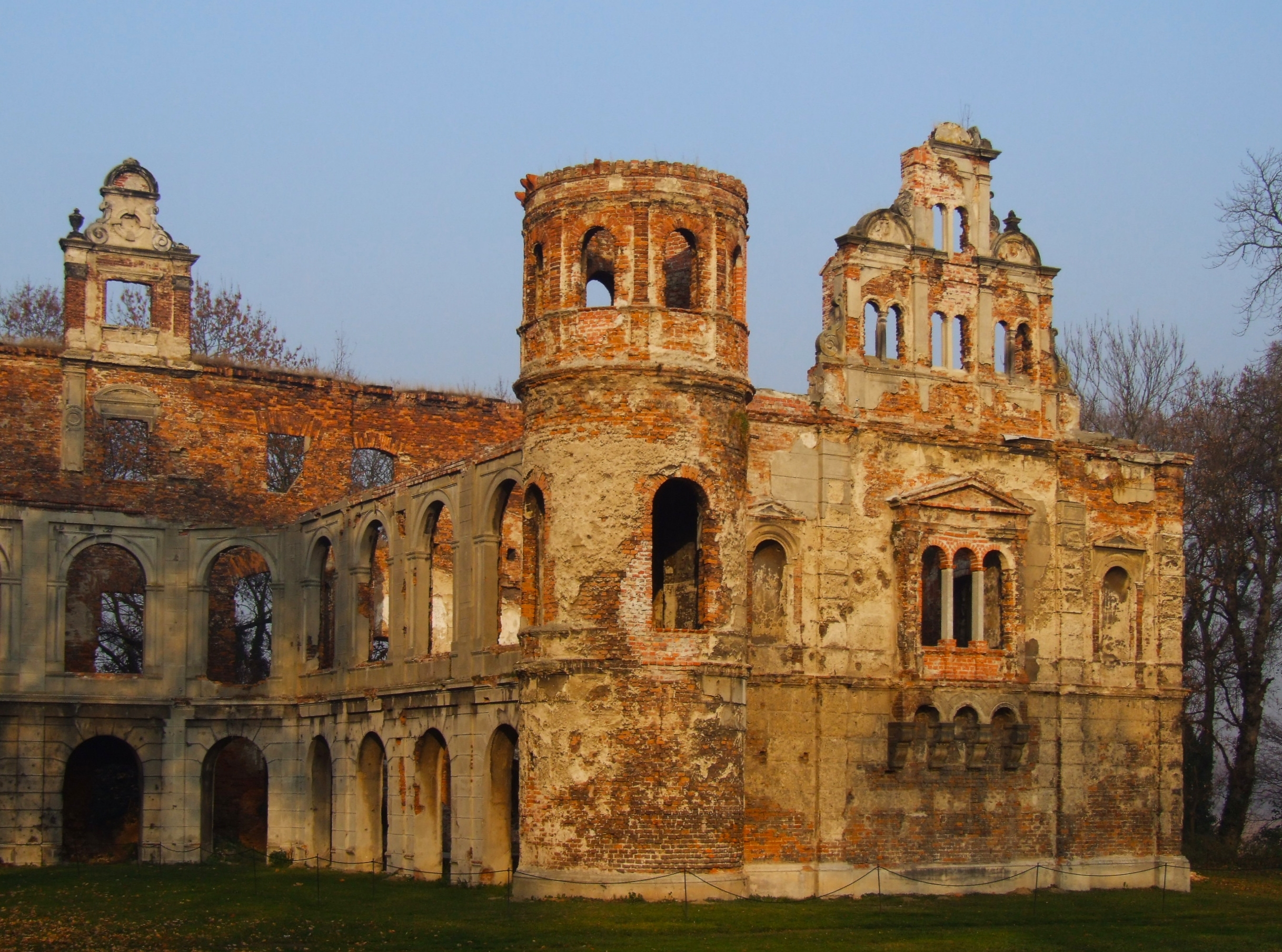
Wschodnie skrzydło
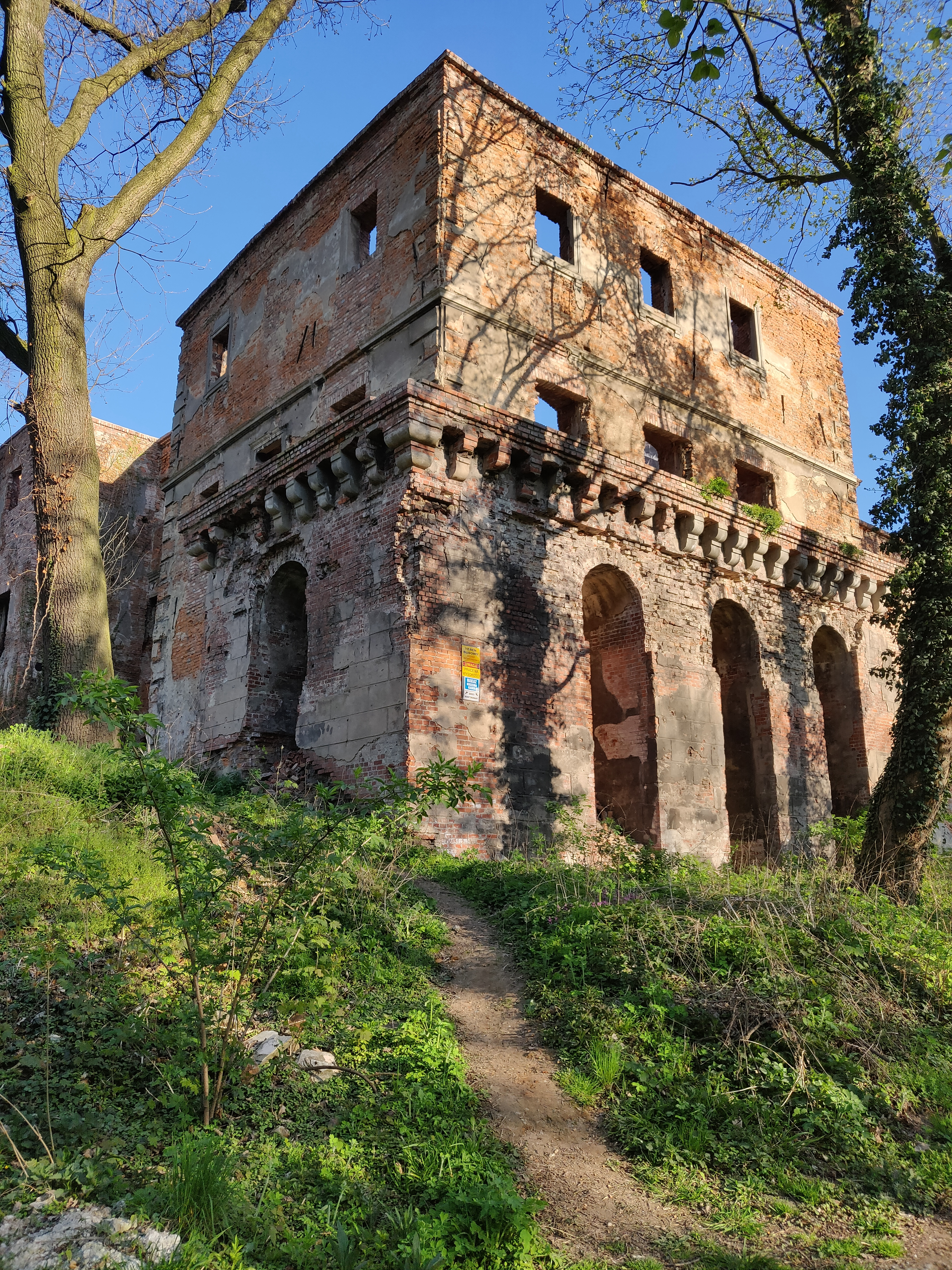
Widok od strony zachodniej
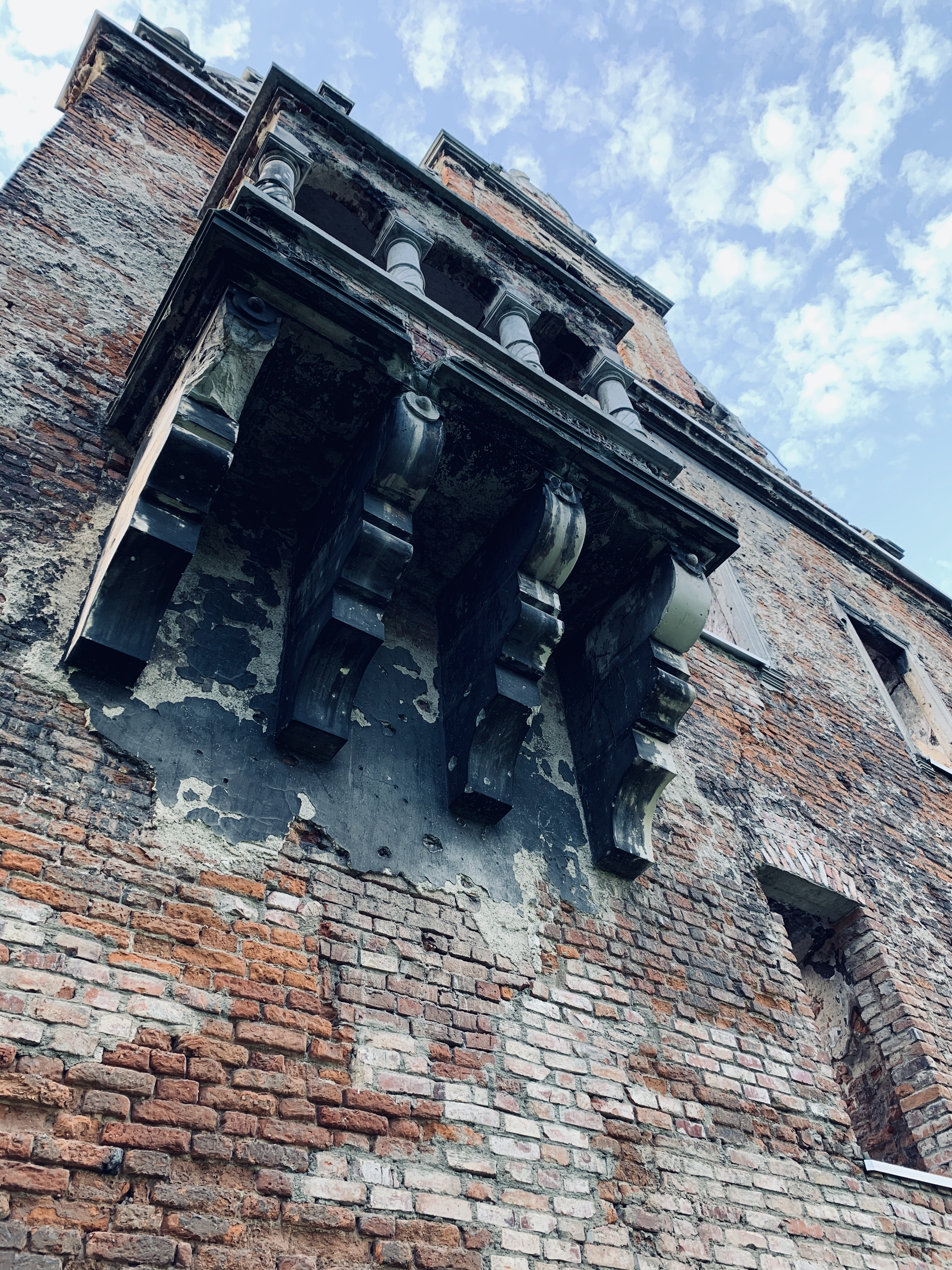
Balkon
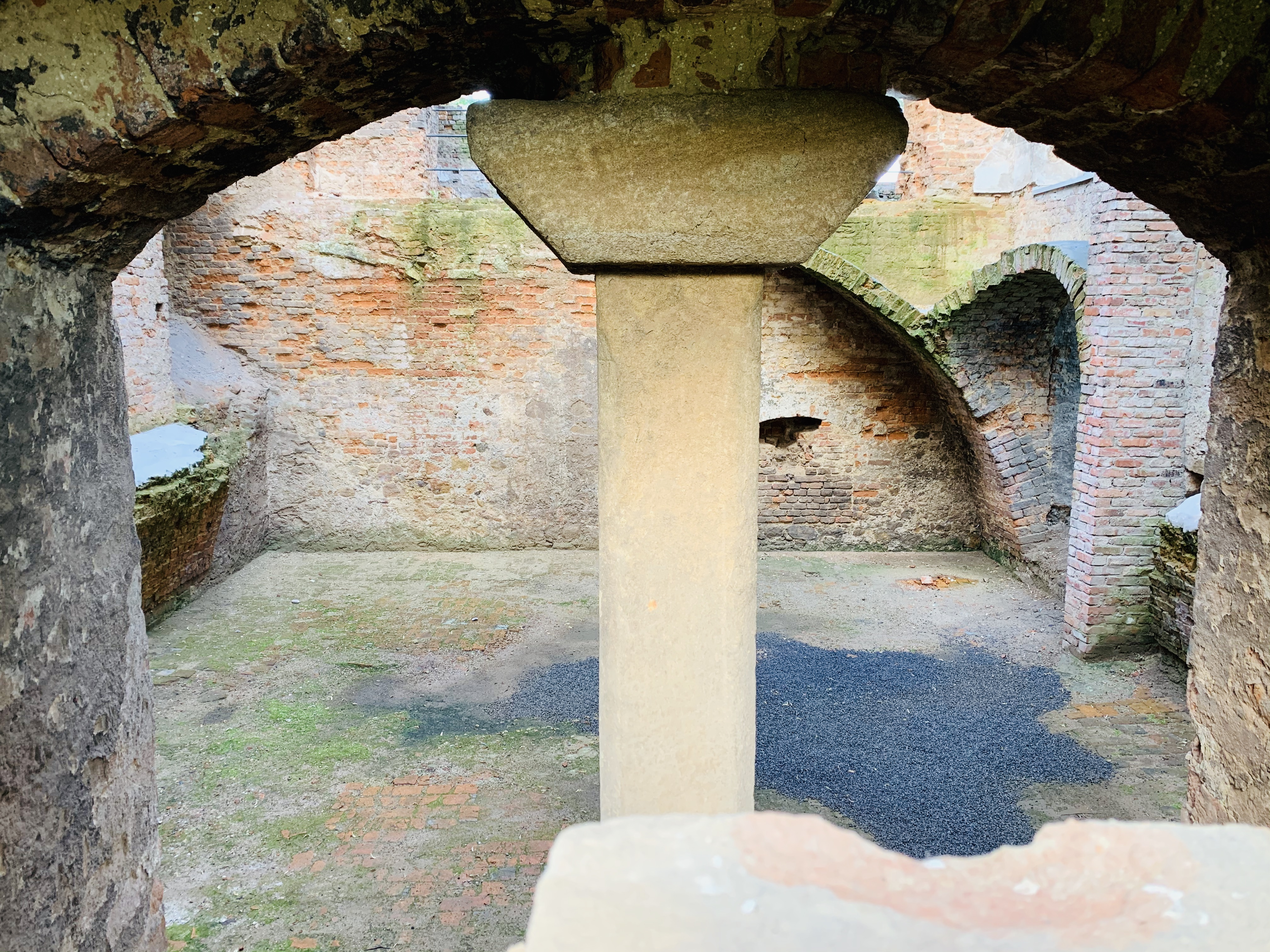
Piwnice
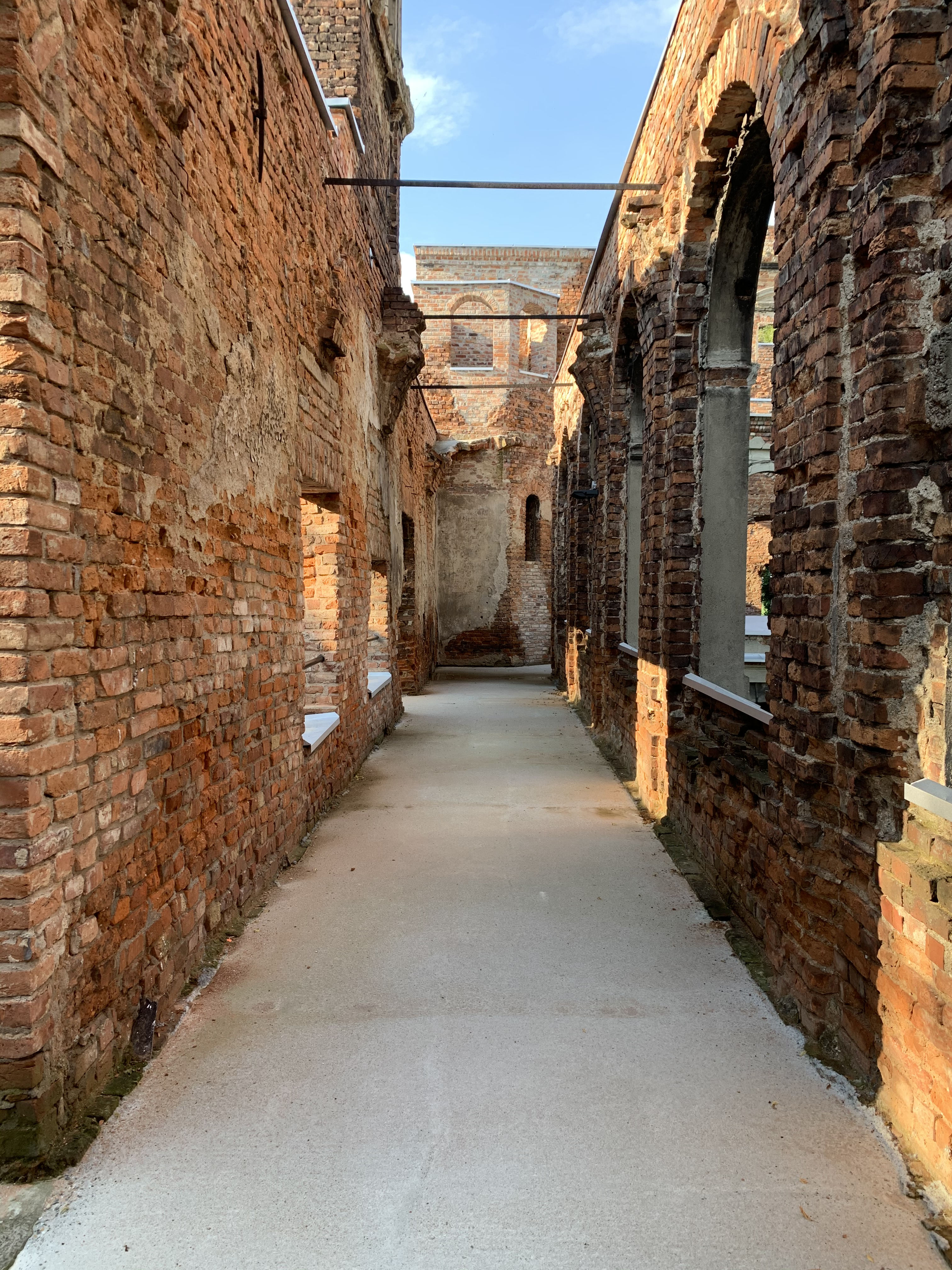
Zabezpieczony korytarz
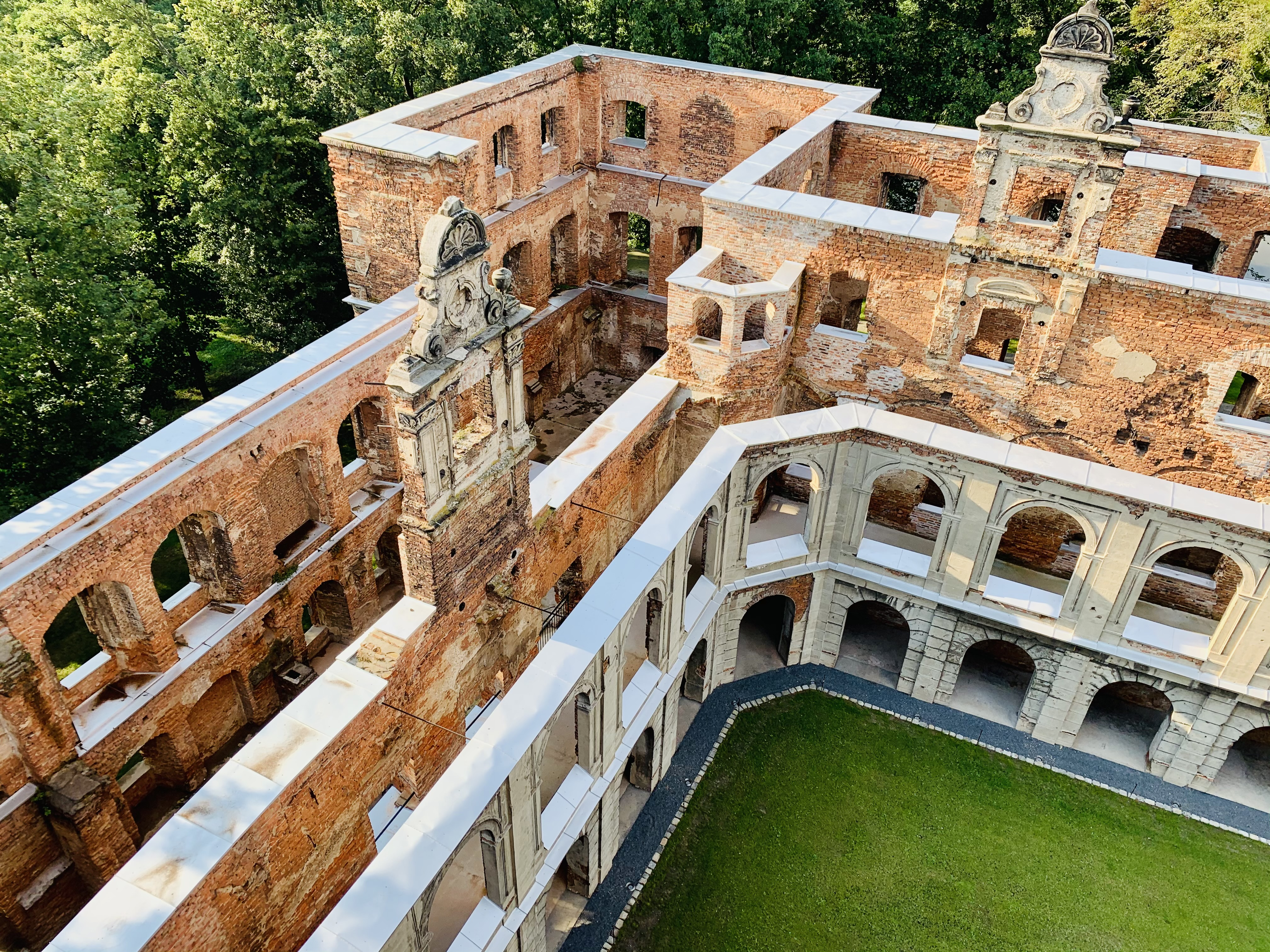
Zabezpieczone mury
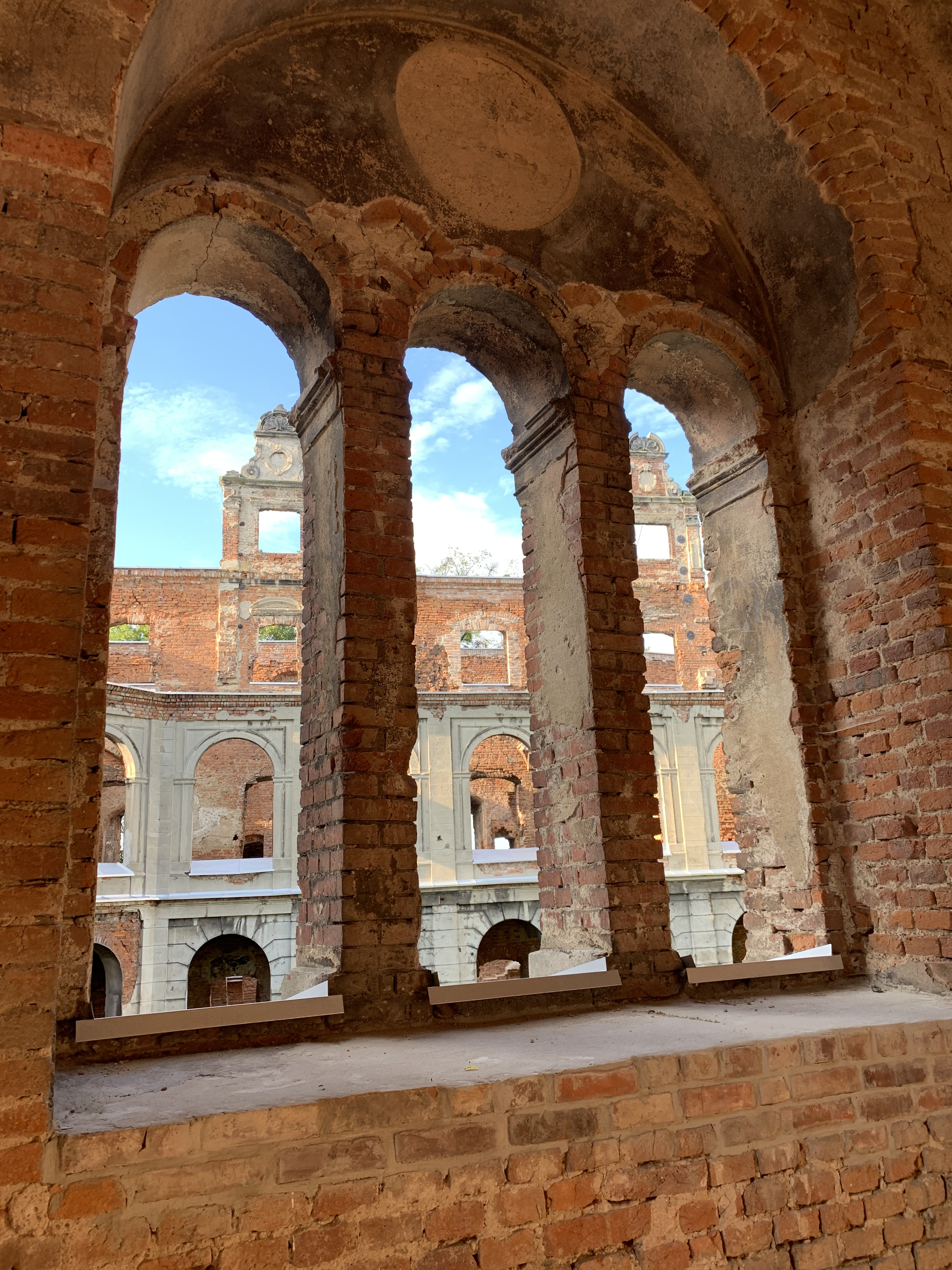
Okno
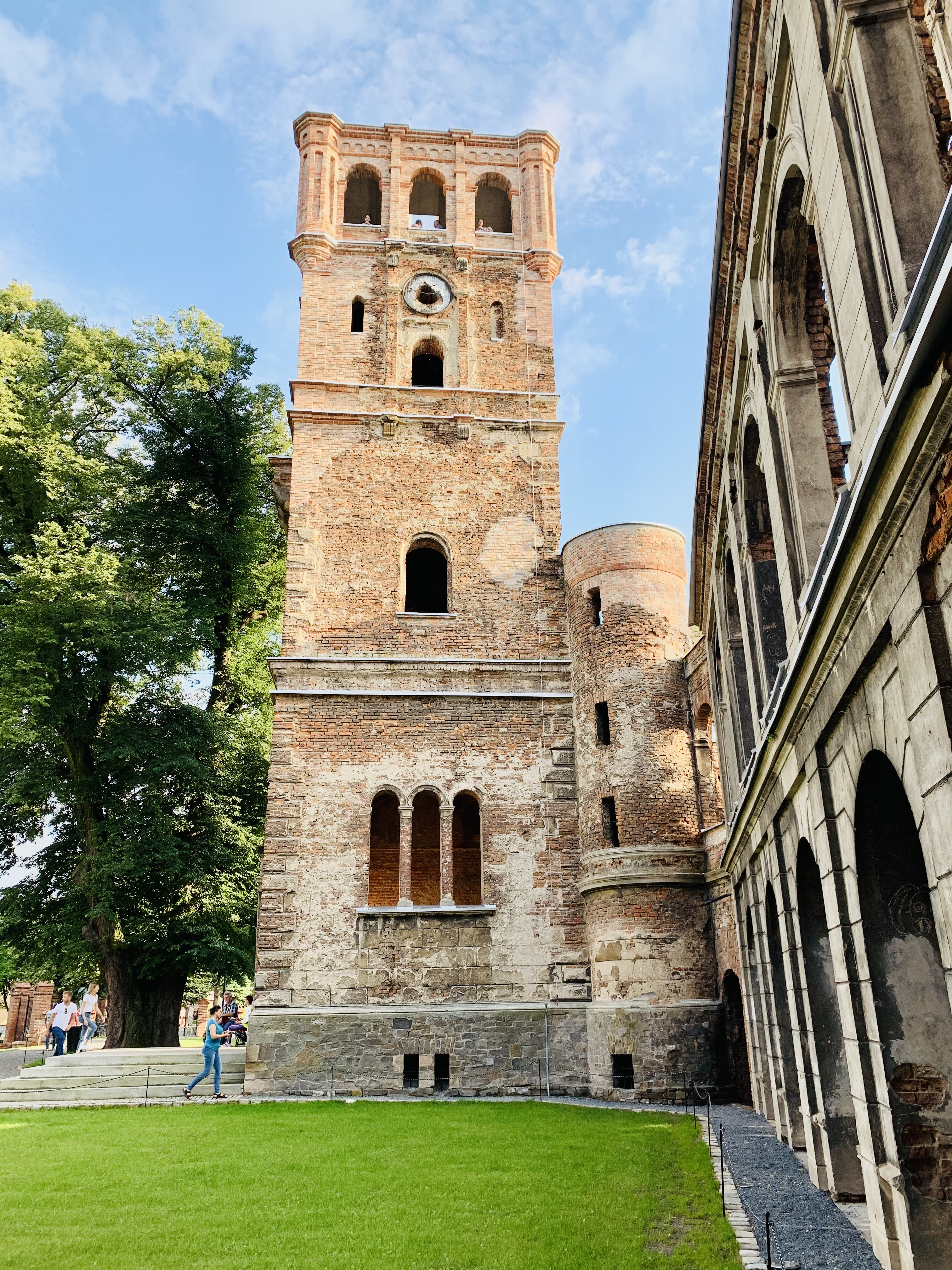
Wieża zamkowa - widokowa